# Goya 2022
Die 36. Verleihung des Goya fand am 12. Februar 2022 im Palau de les Arts Reina Sofía in Valencia statt. Der wichtigste spanische Filmpreis wurde in 28 Kategorien vergeben. Außerhalb der Kategorien wurde neben dem Ehren-Goya erstmals ein Preis für herausragende Persönlichkeiten des internationalen Kinos verliehen.

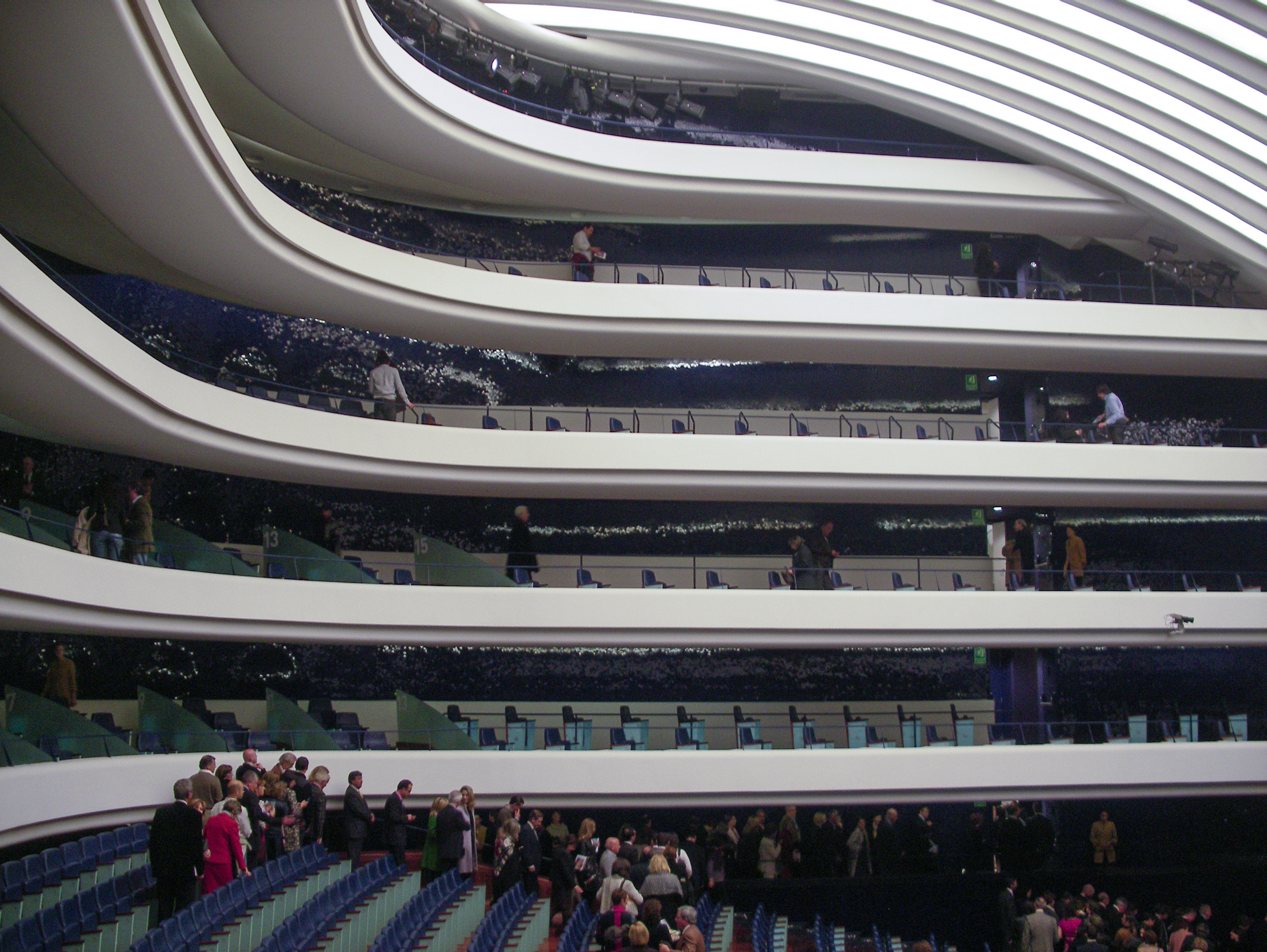
Der Palau de les Arts Reina Sofía in Valencia, der Veranstaltungsort der Verleihung

## Gewinner und Nominierte
| Statistik (Filme mit mehr als einer Nominierung) N=Nominierung; A=Auszeichnung |    |   |
| Film                                                                           | N  | A |
| Der perfekte Chef                                                              | 20 | 6 |
| Maixabel – Eine Geschichte von Liebe, Zorn und Hoffnung                        | 14 | 3 |
| Parallele Mütter                                                               | 8  | 0 |
| Mediterráneo                                                                   | 7  | 3 |
| Libertad                                                                       | 7  | 2 |
| Las leyes de la frontera                                                       | 6  | 5 |
| Josefina                                                                       | 3  | 0 |
| Tres                                                                           | 2  | 1 |
| Chavalas                                                                       | 2  | 0 |
| Die geheime Tochter                                                            | 2  | 0 |
| La Abuela – Sie wartet auf Dich                                                | 2  | 0 |
| La vida era eso                                                                | 2  | 0 |
| Love Gets a Room                                                               | 2  | 0 |

### Bester Film (Mejor película)
Der perfekte Chef (El buen patrón) – Regie: Fernando León de Aranoa
- Libertad – Regie: Clara Roquet
- Maixabel – Eine Geschichte von Liebe, Zorn und Hoffnung (Maixabel) – Regie: Icíar Bollaín
- Mediterráneo – Regie: Marcel Barrena
- Parallele Mütter (Madres paralelas) – Regie: Pedro Almodóvar

### Beste Regie (Mejor dirección)
Fernando León de Aranoa – Der perfekte Chef (El buen patrón)
- Pedro Almodóvar – Parallele Mütter (Madres paralelas)
- Icíar Bollaín – Maixabel – Eine Geschichte von Liebe, Zorn und Hoffnung (Maixabel)
- Manuel Martín Cuenca – Die geheime Tochter (La hija)

### Beste Nachwuchsregie (Mejor dirección novel)
Clara Roquet – Libertad
- David Martín de los Santos – La vida era eso
- Javier Marco Rico – Josefina
- Carol Rodríguez Colás – Chavalas

### Bester Hauptdarsteller (Mejor actor)
Javier Bardem – Der perfekte Chef (El buen patrón)
- Eduard Fernández – Mediterráneo
- Javier Gutiérrez – Die geheime Tochter (La hija)
- Luis Tosar – Maixabel – Eine Geschichte von Liebe, Zorn und Hoffnung (Maixabel)

### Beste Hauptdarstellerin (Mejor actriz)
Blanca Portillo – Maixabel – Eine Geschichte von Liebe, Zorn und Hoffnung (Maixabel)
- Penélope Cruz – Parallele Mütter (Madres paralelas)
- Petra Martínez – La vida era eso
- Emma Suárez – Josefina

### Bester Nebendarsteller (Mejor actor de reparto)
Urko Olazabal – Maixabel – Eine Geschichte von Liebe, Zorn und Hoffnung (Maixabel)
- Fernando Albizu – Der perfekte Chef (El buen patrón)
- Celso Bugallo – Der perfekte Chef (El buen patrón)
- Manolo Solo – Der perfekte Chef (El buen patrón)

### Beste Nebendarstellerin (Mejor actriz de reparto)
Nora Navas – Libertad
- Sonia Almarcha – Der perfekte Chef (El buen patrón)
- Aitana Sánchez-Gijón – Parallele Mütter (Madres paralelas)
- Milena Smit – Parallele Mütter (Madres paralelas)

### Bester Nachwuchsdarsteller (Mejor actor revelación)
Chechu Salgado – Las leyes de la frontera
- Óscar de la Fuente – Der perfekte Chef (El buen patrón)
- Jorge Motos – Lucas
- Tarik Rmili – Der perfekte Chef (El buen patrón)

### Beste Nachwuchsdarstellerin (Mejor actriz revelación)
María Cerezuela – Maixabel – Eine Geschichte von Liebe, Zorn und Hoffnung (Maixabel)
- Almudena Amor – Der perfekte Chef (El buen patrón)
- Ángela Cervantes – Chavalas
- Nicolle García – Libertad

### Bestes Originaldrehbuch (Mejor guion original)
Fernando León de Aranoa – Der perfekte Chef (El buen patrón)
- Pere Altimira und Juanjo Giménez – Tres
- Icíar Bollaín und Isa Campo – Maixabel – Eine Geschichte von Liebe, Zorn und Hoffnung (Maixabel)
- Clara Roquet – Libertad

### Bestes adaptiertes Drehbuch (Mejor guion adaptado)
Jorge Guerricaechevarría und Daniel Monzón – Las leyes de la frontera
- Cristina Campos und Benito Zambrano – Die Insel der Zitronenblüten (Pan de limón con semillas de amapola)
- Júlia de Paz Solvas und Núria Dunjó López – Ama
- Agustí Villaronga – El ventre del mar

### Beste Produktionsleitung (Mejor dirección de producción)
Albert Espel und Kostas Sfakianakis – Mediterráneo
- Luis Gutiérrez – Der perfekte Chef (El buen patrón)
- Guadalupe Balaguer Trelles – Maixabel – Eine Geschichte von Liebe, Zorn und Hoffnung (Maixabel)
- Óscar Vigiola – Love Gets a Room

### Beste Kamera (Mejor fotografía)
Kiko de la Rica – Mediterráneo
- José Luis Alcaine – Parallele Mütter (Madres paralelas)
- Pau Esteve Birba – Der perfekte Chef (El buen patrón)
- Gris Jordana – Libertad

### Bester Schnitt (Mejor montaje)
Vanessa Marimbert – Der perfekte Chef (El buen patrón)
- Miguel Doblado – Josefina
- Antonio Frutos – Bajocero
- Nacho Ruiz Capillas – Maixabel – Eine Geschichte von Liebe, Zorn und Hoffnung (Maixabel)

### Bestes Szenenbild (Mejor dirección artística)
Balter Gallart – Las leyes de la frontera
- Antxón Gómez – Parallele Mütter (Madres paralelas)
- César Macarrón – Der perfekte Chef (El buen patrón)
- Mikel Serrano – Maixabel – Eine Geschichte von Liebe, Zorn und Hoffnung (Maixabel)

### Beste Kostüme (Mejor diseño de vestuario)
Vinyet Escobar – Las leyes de la frontera
- Clara Bilbao – Maixabel – Eine Geschichte von Liebe, Zorn und Hoffnung (Maixabel)
- Fernando García – Der perfekte Chef (El buen patrón)
- Alberto Valcárcel – Love Gets a Room

### Beste Maske (Mejor maquillaje y peluquería)
Nacho Díaz, Benjamín Pérez und Sarai Rodríguez – Las leyes de la frontera
- Eli Adánez, Nacho Díaz und Sergio Pérez Berbel – Libertad
- Almudena Fonseca und Manolo García – Der perfekte Chef (El buen patrón)
- Sergio Pérez Berbel und Karmele Soler – Maixabel – Eine Geschichte von Liebe, Zorn und Hoffnung (Maixabel)

### Beste Spezialeffekte (Mejores efectos especiales)
Pau Costa und Laura Pedro – Crime Game (Way Down)
- Ferran Piquer und Raúl Romanillos – La Abuela – Sie wartet auf Dich (La abuela)
- Míriam Piquer und Raúl Romanillos – Der perfekte Chef (El buen patrón)
- Àlex Villagrasa – Mediterráneo

### Bester Ton (Mejor sonido)
Marc Bech, Daniel Fontrodona, Marc Orts und Oriol Tarragó – Tres
- Alazne Ameztoy, Juan Ferro und Candela Palencia – Maixabel – Eine Geschichte von Liebe, Zorn und Hoffnung (Maixabel)
- Valeria Arcieri, Pelayo Gutiérrez und Iván Marín – Der perfekte Chef (El buen patrón)
- Sergio Bürmann, Laia Casanovas und Marc Orts – Parallele Mütter (Madres paralelas)

### Beste Filmmusik (Mejor música original)
Zeltia Montes – Der perfekte Chef (El buen patrón)
- Fatima Al Qadiri – La Abuela – Sie wartet auf Dich (La abuela)
- Arnau Bataller – Mediterráneo
- Alberto Iglesias – Maixabel – Eine Geschichte von Liebe, Zorn und Hoffnung (Maixabel)

### Bester Filmsong (Mejor canción original)
„Te espera el mar“ von Maria José Llergo – Mediterráneo
- „Las leyes de la frontera“ von José Manuel Cabrera Escot, Daniel Escortell Blandino, Miguel García Cantera, Alejandro García Rodríguez und Antonio Molinero León – Las leyes de la frontera
- „Burst Out“ von Xavier Capellas, Jean-Paul Dupeyron und Àngel Leiro – Álbum de posguerra
- „Que me busquen por dentro“ von Antonio Orozco und Jordi Colell Pinillos – El Cover

### Bester Kurzfilm (Mejor cortometraje de ficción)
Tótem loba – Regie: Verónica Echegui
- Farrucas – Regie: Ian de la Rosa
- Mindanao – Regie: Borja Soler
- Votamos – Regie: Santiago Requejo
- Yalla – Regie: Carlo D’Ursi

### Bester animierter Kurzfilm (Mejor cortometraje de animación)
The Monkey – Regie: Lorenzo Degl’Innocenti und Xosé Zapata
- Nacer – Regie: Roberto Valle
- Proceso de selección – Regie: Carla Pereira Docampo
- Umbrellas – Regie: Álvaro Robles und José Prats

### Bester Dokumentarkurzfilm (Mejor cortometraje documental)
Mama – Regie: Pablo de la Chica
- Dajla: Cine y olvido – Regie: Arturo Dueñas Herrero
- Figurante – Regie: Nacho Fernández
- Ulisses – Regie: Joan Bover

### Bester Animationsfilm (Mejor película de animación)
Valentina – Regie: Chelo Loureiro
- Gora automatikoa – Regie: Esaú Dharma, David Galán Galindo und Pablo Vara
- Mironins – Regie: Mikel Mas Bilbao und Txesco Montalt
- Salvar el árbol (Zutik!) – Regie: Iker Alvarez und Haizea Pastor

### Bester Dokumentarfilm (Mejor película documental)
Quién lo impide – Regie: Jonás Trueba
- The Return: Life After ISIS – Regie: Alba Sotorra
- Héroes: Silencio y Rock & Roll – Regie: Alexis Morante
- Un blues para Teherán – Regie: Javier Tolentino

### Bester europäischer Film (Mejor película europea)
Der Rausch (Druk), Dänemark – Regie: Thomas Vinterberg
- Was dein Herz dir sagt – Adieu ihr Idioten! (Adieu les cons), Frankreich – Regie: Albert Dupontel
- Ich bin dein Mensch, Deutschland – Regie: Maria Schrader
- Promising Young Woman, Großbritannien – Regie: Emerald Fennell

### Bester ausländischer Film in spanischer Sprache (Mejor película extranjera de habla hispana)
Die Kordillere der Träume (La cordillera de los sueños), Chile – Regie: Patricio Guzmán
- Canción sin nombre, Peru – Regie: Melina León
- Las siamesas, Argentinien – Regie: Paula Hernández
- Los Lobos (Los lobos), Mexiko – Regie: Samuel Kishi Leopo

## Ehrenpreis (Goya de honor)
- José Sacristán, spanischer Schauspieler

## Goya international (Goya internacional)
- Cate Blanchett, australische Schauspielerin